# Karl Wilhelm Feuerbach
Karl Wilhelm Feuerbach (n. 30 mai 1800 la Jena - d. 12 martie 1834 la Erlangen) a fost un matematician german.
A fost al cincilea fiu al juristului Paul Johann Anselm von Feuerbach și fratele filozofului Ludwig Feuerbach.
După obținerea doctoratului (la numai 22 de ani), intră ca profesor de matematică la gimnaziul de la Erlangen.
În lucrările sale tratează despre triunghi și proprietățile sale remarcabile, contribuind la dezvoltarea și crearea unei adevărate geometrii a triunghiului.
Feuerbach s-a bucurat de o deosebită celebritate deoarece cercul celor nouă puncte al lui Feuerbach, ce trece prin mijloacele laturilor unui triunghi, are centru pe dreapta lui Euler, ce trece prin centrul cercului circumscris triunghiului, prin centrul de greutate al acestuia și intersecția înălțimilor.
A mai stabilit și anumite relații trigonometrice într-un triunghi în legătură cu anumite puncte.
A construit o parabolă care îi poartă numele și a studiat proprietățile acesteia.
În geometrie a utilizat coordonatele tetraedrice și a stabilit principiile analitice ale piramidelor triunghiulare.
De extinderea teoremei lui Feuerbach s-a ocupat matematicianul român Dan Barbilian în 1932.

## Scrieri
- 1822: Eigenschaften einiger merkwürdiger Punkte des geradliniger Dreiecks (Nürnberg)
- 1827: Grundriss zu analytischen Untersuchungen dreieckigen Pyramide, unul din manuscrisele sale neterminate și publicate postum.